# Ebuka Izundu
Ebuka Izundu (Lagos, 28 giugno 1996) è un cestista nigeriano.